# Rima (Marocco)
Rima  (in arabo ريمة‎?) è un centro abitato e comune rurale del Marocco situato nella provincia di Settat, regione di Casablanca-Settat. Conta una popolazione di 8 949 abitanti (censimento 2014).